# Castillo de Zähringen
El castillo de Zähringen (en alemán: Zähringer Burg) es un castillo medieval de Alemania, asiento ancestral de los Zähringer, del que apenas se conservan algunos restos en ruinas.
Está ubicado en la cima de una estribación nordoccidental del macizo del monte Roßkopf y es uno de los varios castillos, aldeas y ciudades que los Zähringer fundaron en el sur de Alemania y en Suiza (entre otros: Friburgo de Brisgovia, Friburgo (Suiza), Villingen, Neuchâtel, Berna, Thun, Rheinfelden, Murten).

## Historia
En el siglo IV, durante la época de las invasiones bárbaras, la parte superior de la colina fue allanada para facilitar el establecimiento de un asentamiento. Varios jefes alamanes  residieron allí con su gente hasta que el asentamiento fue abandonado a finales del siglo V.

### Primeras menciones del castillo

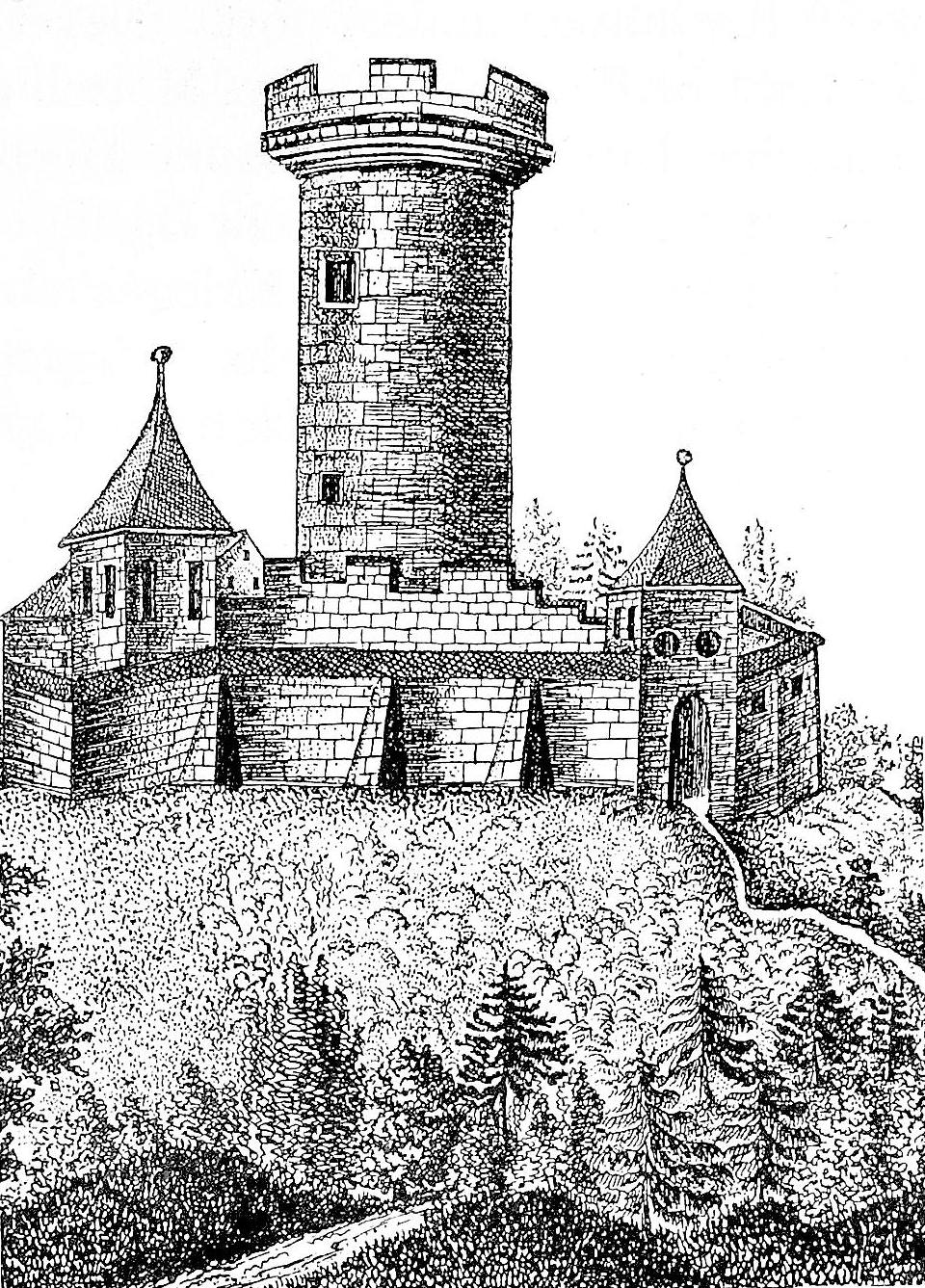
Apunte del castillo alrededor de 1500

El topónimo Zähringen fue mencionado por vez primera en apuntes hechos poco después de la vuelta del primer milenio. Sin embargo, no queda inequívocamente claro si se refieren ya a una fortificación en la cima o a un pueblo, a saber el barrio actual de Friburgo.
La primera mención inequívoca del castillo se halla en el Rotulus Sanpetrinus, un rollo de pergamino escrito en 1128 en el monasterio cercano de St. Peter en la selva negra. Este documento fue escrito en latín y contiene el pasaje "«apud Zaringen castrum»".

### Nuevo castillo
Berthold II de Zähringen mandó construir un castillo nuevo en la colina directamente al borde del casco antiguo de Friburgo, porque ese sitio era más ventajoso tanto desde perspectivas comerciales como estratégicas. Mudó al nuevo castillo en 1091.

### Acontecimientos
Cuando el linaje de los Zähringer había terminado, el emperador Federico II confiscó el castillo como feudo en 1218.
Más tarde, entre 1275 y 1281, a consecuencia de controversias entre el Imperio y los condes de Urach con respecto a las posesiones territoriales, el castillo fue destruido y después reconstruido.
En 1422 el Margrave de Baden adquirió parte del terreno.
El castillo fue destruido definitivamente durante la guerra de los campesinos alemanes en 1525.
Lo que sigue conservándose intacto es una gran torre circular que fue construida en el siglo XIII. Tiene una plataforma de observación que está rodeada de almenas.
En 1815, la colina del castillo pasó a ser propiedad de Baden. Hoy, el territorio pertenece al municipio de Gundelfingen.

## Alrededores
En la colina del castillo hay también un restaurante. Desde el comedor se tiene una buena vista del valle.
Para llegar allí en coche se debe subir la Pochgasse en Zähringen.

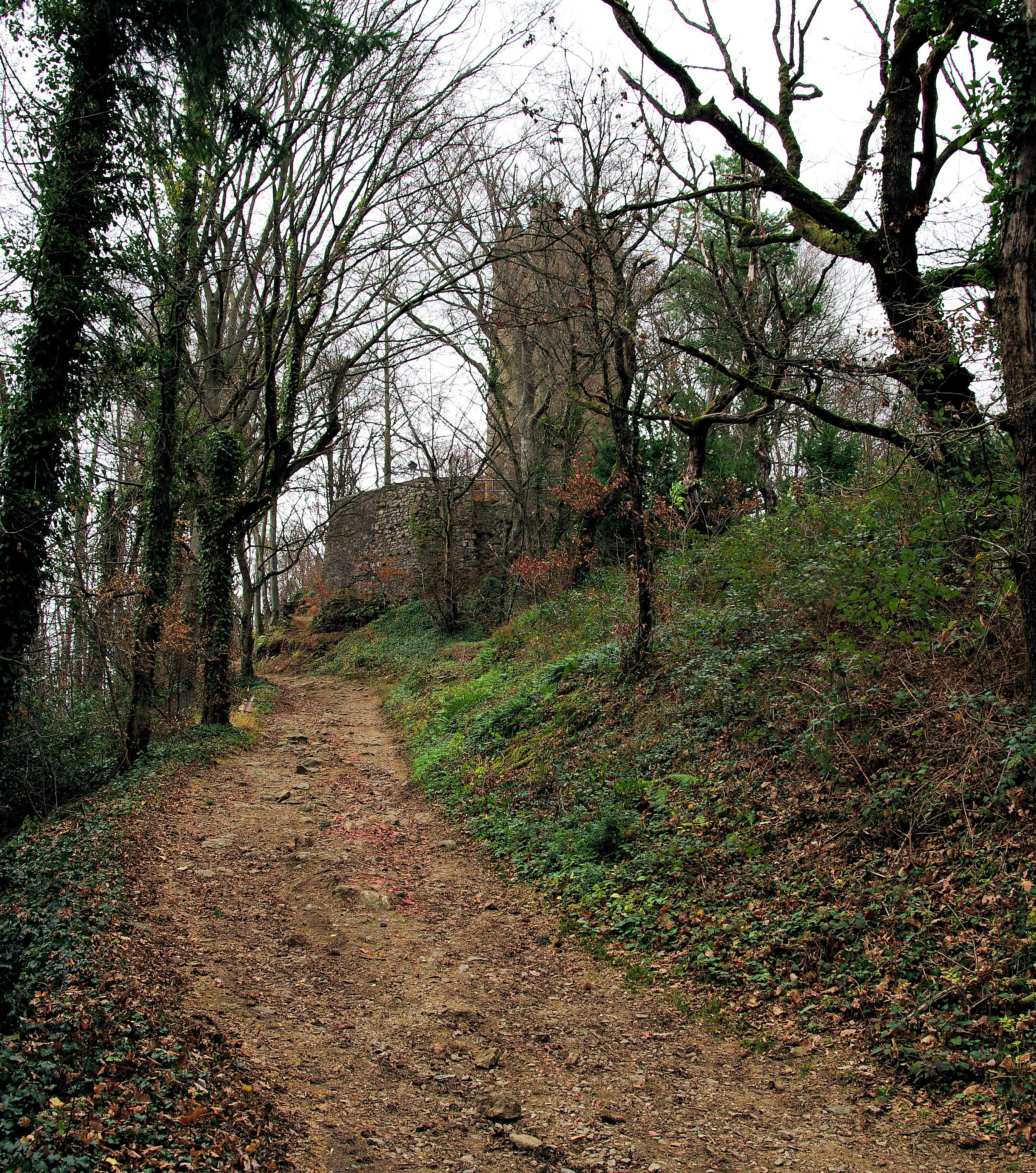
Acercamiento
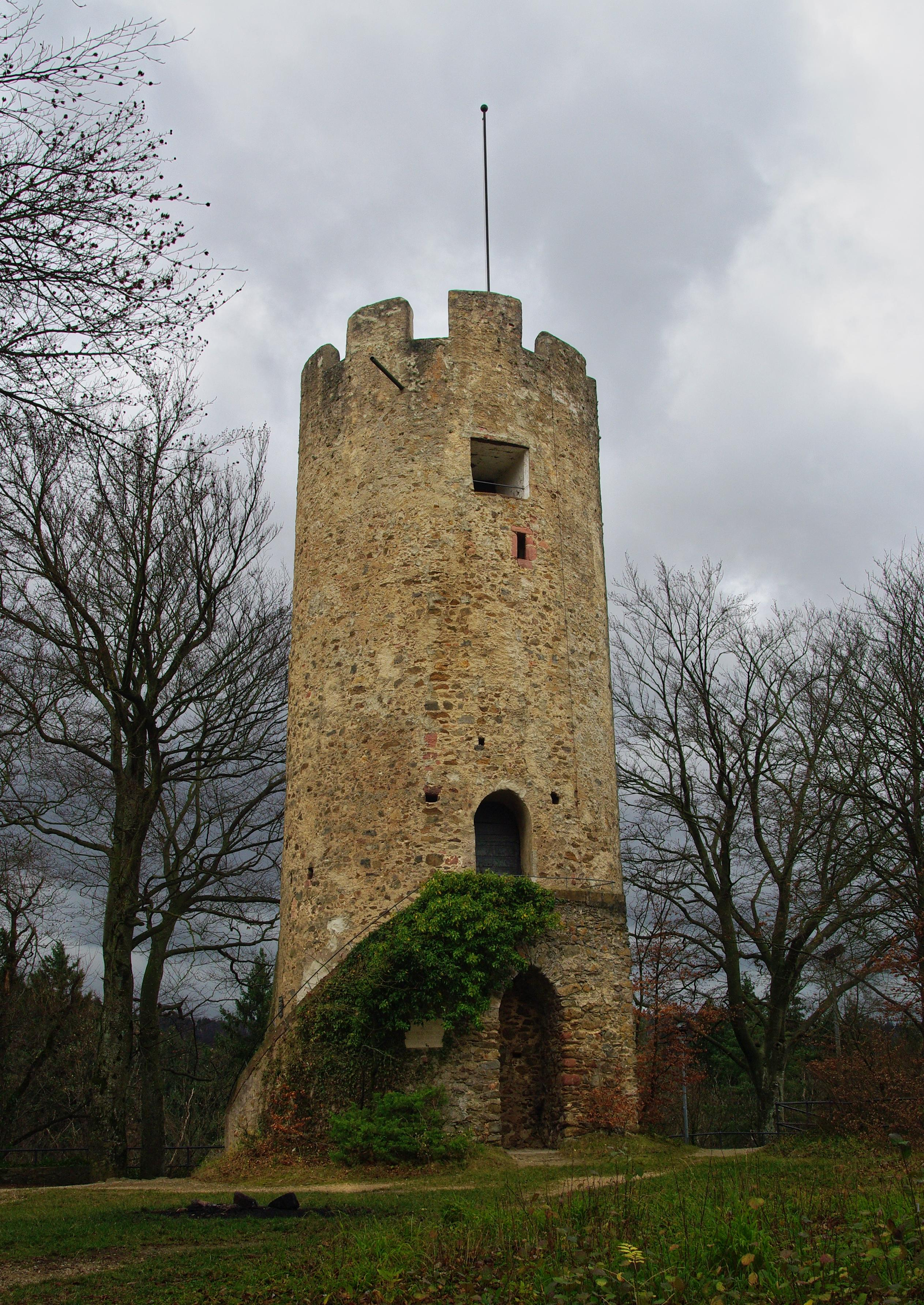
Delante
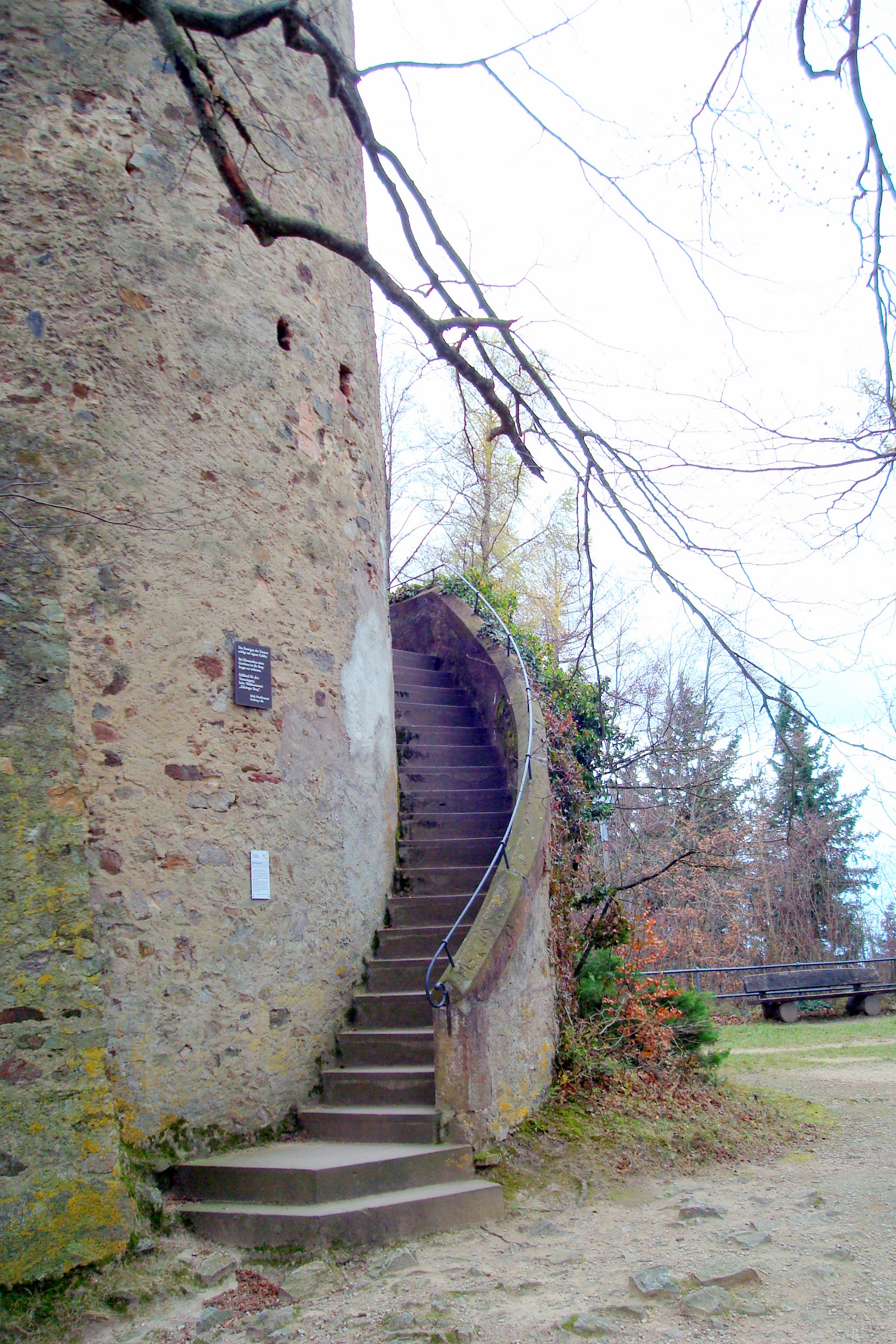
Entrada